# Stümpfelbach
Der Stümpfelbach, im Oberlauf Kalmbach ist ein rechter Zufluss der Loisach bei Kochel am See in Oberbayern.

## Geographie
Der Stümpfelbach entsteht als Kalmbach an den Westhängen der Kocheler Berge unterhalb des Rabenkopfes. Weitere Zuflüsse kommen aus dem Saulachgraben und dem Rabenkopfgraben. Bei den Kohlleiten tritt der Kalmbach in das Stadtgebiet von Kochel am See ein, macht einen Knick nach Norden, wird fortan als Stümpfelbach bezeichnet und mündet schließlich von rechts in die Loisach.